# Surat Singh Mathur
Surat Singh Mathur (* 22. August 1930 in Neu-Delhi; † 11. Juni 2021 ebenda) war ein indischer Marathonläufer.

## Biografie
Surat Singh Mathur gewann 1951 den ersten Delhi-Marathon und wurde Zweiter bei den indischen Meisterschaften. Zudem gewann er bei den Asienspielen 1951 die Bronzemedaille. Auch das Folgejahr verlief für Singh Mathur erfolgreich, so gewann er erneut den Delhi-Marathon als auch den indischen Meistertitel. Zudem startete er bei den Olympischen Spielen 1952 in Helsinki und belegte im dortigen  Marathonlauf den 52. Rang.
1953 gewann Singh Mathur zum dritten Mal den Delhi-Marathon und belegte den dritten Platz bei den nationalen Meisterschaften. Zwei Jahre später beendete er seine aktive Laufbahn und arbeitete bis 1992 als Trainer. Bei den Olympischen Sommerspielen 1964 und 2004 war der ehemalige Marathonläufer einer der Fackelträger.
Am 11. Juni 2021 starb Singh Mathur im Alter von 90 Jahren während der COVID-19-Pandemie in Indien an den Folgen einer SARS-CoV-2-Infektion.